# نسيم عباسي
نسيم عباسي مخرج ومنتج أفلام مغربي من مواليد تمسمان شمال شرق المغرب، وهو زوج الممثلة المغربية عالية الركاب.

## مسيرته
درس في المملكة المتحدة، وأقام بلندن مدة خمس عشرة سنة قبل العودة إلى المغرب سنة 2006، وسبق له إنتاج وإخراج الكثير من الأفلام القصيرة التي أشاد بها النقاد في الكثير من الملتقيات والمهرجانات السينمائية، وحصل فيلمه الأول الطويل والناطق بالإنجليزية "The Winter Sun Is a Lie" على جائزة التميز في المهرجان الدولي للسينما الرقمية في دلهي سنة 2005.
كما اختير عضوا في لجنة تحكيم مهرجان «الشاشة العربية المستقلة» إلى جانب المخرجة الإيرانية الشهيرة سميرة مخملباف، ويُعنى المهرجان بالأفلام التسجيلية والقصيرة بعيداً عن الرقابة الحكومية. 

## أعماله
- 2005: The Winter Sun Is a Lie (أكذوبة شمس الشتاء)
- 2006: حكايتي مع مراتي
- 2008: بلا حدود
- 2011: ماجد
- 2017: عمي

## وصلات خارجية
- نسيم عباسي على موقع IMDb (الإنجليزية)
- نسيم عباسي على موقع روتن توميتوز (الإنجليزية)
- نسيم عباسي على موقع ألو سيني (الفرنسية)